# Lacs Haynach
Les lacs Haynach (en anglais : Haynach Lakes) sont des lacs dans l'État américain du Colorado. Ils sont situés à une altitude de 3 374 m dans le comté de Grand et sont protégés au sein du parc national de Rocky Mountain.